# پویتووه
پویْتووَه (به فنلاندی: Pöytyä) یک منطقهٔ مسکونی در فنلاند است که در جنوب غرب فنلاند واقع شده‌است.